# احتجاجات ووكان
احتجاجات ووكان (بالصينية: 乌坎 事件)، والمعروفة أيضًا باسم حصار ووكان، بدأت كاحتجاجات ضد الفساد في سبتمبر 2011، وتصاعدت في ديسمبر 2011 مع طرد المسؤولين من قبل القرويين، وحصار المدينة من قبل الشرطة، والانفراج اللاحق في قرية ووكان، شرق مقاطعة غوانغدونغ. انتفض القرويون مرة أخرى في يونيو 2016، لكنهم قمعوا أيضًا. وكانت آخر جولات الاشتباكات في سبتمبر 2016، عندما حكم على زعيم القرية السابق لين زوليان بالسجن. قمعت الاشتباكات.
بدأت الاحتجاجات في 21-23 سبتمبر 2011 بعد أن باع المسؤولون الأراضي لمتعهدي العقارات دون تعويض القرويين بشكل مناسب. وتظاهر عدة مئات إلى عدة آلاف أمام مبنى حكومي ومركز شرطة ومنطقة صناعية ثم قاموا بالهجوم. ورفع المتظاهرون لافتات كتب عليها: أعيدوا لنا أراضينا ودعونا نواصل الزراعة. وأثارت الشائعات القائلة بأن الشرطة قتلت طفلًا تأجيج المتظاهرين وأثارت أعمال شغب. كان سكان ووكان قد قدموا التماسات من قبل إلى الحكومة الوطنية في عامي 2009 و 2010 بشأن نزاعات على الأراضي. في محاولة على ما يبدو لتخفيف التوترات، سمحت السلطات للقرويين باختيار 13 ممثلًا للمشاركة في المفاوضات.
في مطلع ديسمبر، خطف عناصر الأمن خمسة من النواب واحتجزوهم. اشتدت الاحتجاجات بعد وفاة أحد ممثلي القرية -كو جينبو- في حجز الشرطة في ظروف مريبة. أجبر القرويون الحكومة المحلية بأكملها وقيادة الحزب الشيوعي والشرطة على الخروج من القرية. في 14 كانون الأول 2011، حاصر ألف شرطي القرية ومنعوا دخول المواد الغذائية والسلع إليها. فرضت السلطات الحكومية رقابة على الإنترنت ضد المعلومات المتعلقة بوكان ولوفينج وشانوي.
ووكان هي قرية وصفت على أنها متناغمة بشكل خاص. وصفت الصحف الدولية انتفاضة ديسمبر بأنها استثنائية مقارنة بالحوادث الجماعية الأخرى في جمهورية الصين الشعبية والتي بلغ عددها نحو 180,000 في عام 2010. توصل ممثلو القرية والمسؤولون الإقليميون إلى اتفاق سلمي يلبي طلبات القرويين العاجلة. قال سكرتير الحزب الشيوعي المحلي لمدينة شانوي إن التدخل الإقليمي قد طغى على سلطة المدينة.

## خلفية
تقع قرية ووكان (عدد سكانها 20,000) في مدينة لوفينغ على مستوى مقاطعة غوانغدونغ، على بعد نحو 5 كيلومترات جنوبًا (22 ° 53′N 115 ° 40′E) من المنطقة الحضرية الوسطى في لوفينغ. تقع القرية بالقرب من شاطئ ميناء ووكان (乌坎 港)، وهو جزء من خليج جيشي (碣石 湾) من بحر الصين الجنوبي؛ موقع القرية بالقرب من ساحل بحر الصين الجنوبي يفسح المجال جيدًا للتنمية الحضرية. تمتعت القرية بسمعة طيبة في البر الرئيسي لسنوات عديدة كقرية نموذجية للتناغم والازدهار.
منذ إلغاء الضرائب الزراعية في عام 2006، دأبت الحكومة المحلية على جمع الأموال بشكل متزايد من خلال بيع الأراضي إلى الحد الذي أصبح فيه الآن مصدرًا رئيسيًا للإيرادات. تصاعدت النزاعات بين المزارعين والمسؤولين المحليين في جميع أنحاء الصين، غالبًا بسبب مصادرة الأراضي (أو الاستيلاء عليها بمعنى أدق). نما معدل عمليات الإخلاء القسري بشكل ملحوظ منذ تسعينيات القرن الماضي، حيث أصبحت الحكومات على مستوى المدن والمقاطعات تعتمد بشكل متزايد على مبيعات الأراضي كمصدر للإيرادات. في عام 2011، ذكرت صحيفة فاينانشيال تايمز أن 40% من عائدات الحكومة المحلية تأتي من مبيعات الأراضي. قدر جوان كينغو، الأستاذ في جامعة شينغوا، أن مبيعات الأراضي شكلت 74% من دخل الحكومة المحلية في عام 2010. وفقًا للأكاديمية الصينية للعلوم، بحلول نهاية عام 2011، كان هناك ما مجموعه 50 مليون مزارع نازح في جميع أنحاء الصين (من جميع السنوات السابقة)، ومتوسط 3 ملايين مزارع ينزحون عبر الصين سنويًا. في معظم الحالات، تباع الأرض بعد ذلك لمتعهدين من القطاع الخاص بمتوسط تكلفة أعلى 40 مرة لكل فدان مما تدفعه الحكومة للقرويين.
يحدث أكثر من 90 ألف اضطراب مدني في الصين كل عام، وحدث ما يقدر بنحو 180 ألف احتجاج جماهيري في البلاد في عام 2010؛ غالبًا ما تكون المظالم هي الفساد أو الاستيلاء غير القانوني على الأراضي. تقدم مؤسسة جيمس-تاون تفسيرًا مجهريًا لتزايد النزاعات: فقد لجأ المسؤولون المحليون، المحاصرون بين نقص إيرادات الحكومة المحلية بسبب التدابير التي اتخذتها الحكومة المركزية لتهدئة سوق العقارات المحموم وتصنيفاتهم الشخصية بناءً على مساهماتهم في نمو الناتج المحلي الإجمالي، عدم تعويض القرويين عن مخصصات الأراضي.
تفسح الأراضي الزراعية في مدينة لوفينغ المجال بشكل تدريجي للتطورات الجديدة. تضمنت المشاريع في السنوات الأخيرة مبنى حكوميًا فخمًا جديدًا ومنتجعًا فخمًا لقضاء العطلات يحتوي على 60 فيلا فاخرة. يعد ملهى الرمال الذهبية الليلي الجديد عنصر جذب جديد يجذب الزوار الأثرياء من خارج المدينة. في عام 2011، زعم قرويون أن مسؤولين محليين استولوا على مئات الهكتارات من أراضي التعاونية وقاموا ببيعها سرًا لمتعهد عقاري. وفقًا لتحليل إخباري في صحيفة نيويورك تايمز، تنتخب لجان القرى في الصين من قبل القرويين أنفسهم، وبالتالي فهي من الناحية النظرية أكثر أشكال الحكم تمثيلًا، ومع ذلك فإن معظم السكان ليسوا على دراية بكيفية عمل نظام القرية، وهم غير مدركين لحقوقهم. من المفترض أن يتطلب بيع الأراضي الجماعية موافقة القرويين بموجب القانون الصيني، ويفترض تقاسم العائدات. ومع ذلك، فإن عملية الموافقة تفتقر إلى الشفافية من الناحية العملية، وتتخذ معظم القرارات من قبل لجنة القرية المنتخبة بمباركة بلدة دونغهاي - مستوى الحكومة فوق ووكان مباشرة. أدلى سكان ووكان بادعاءات بالفساد: خمسة من الأعضاء التسعة في لجنة قرية ووكان قد شغلوا مناصبهم منذ إنشاء نظام اللجنة من قبل دنغ شياو بينغ، وكان سكرتير الحزب الشيوعي في القرية، شيويه تشانغ، في المنصب منذ عام 1970.

### المظالم
زعم سكان عدة قرى بالقرب من ووكان أن مسؤولي القرية صادروا أراضيهم الزراعية وباعوها لمتعهدين. كانت سبل عيش الكثيرين على المحك: واجه الكثير منهم صعوبات شديدة مع عدم وجود أرض للحراثة، وواجهوا صعوبة في شراء الطعام بدخلهم الحضري الضئيل. قال القرويون في ووكان إنهم لم يكونوا على دراية بالبيع حتى بدأ المطورون أعمال البناء، وزعموا أن مسؤولي الحزب الشيوعي المحليين استفادوا من بيع الأراضي الجماعية، وباعوها مقابل 1 مليار يوان (156 مليون دولار أمريكي) إلى (كاونتري غاردن) أكد القرويون أنه قد جرى الاستيلاء على 400 هكتار من الأراضي الزراعية دون تعويض منذ عام 1998. قدم القرويون التماسات إلى مستويات حكومية مختلفة دون جدوى على مر السنين، واتهموا الكوادر المحلية بالاستيلاء على أكثر من 700 مليون يوان (110 ملايين دولار أمريكي)، والتي كان من المفترض أن تُخصص قانونًا لتعويض المزارعين المحليين، منذ عام 2006. وألقى المسؤولون المحليون باللوم على القرويين مخاوف بشأن مثيري الشغب الذين يتلاعبون بمن هم غير مدركين للحقيقة.